# Okakara
Okakara är en ö i Cooköarna (Nya Zeeland). Den ligger i den norra delen av landet. Ön är en del av atollen Rakahanga.